# Habacuc (profeta)

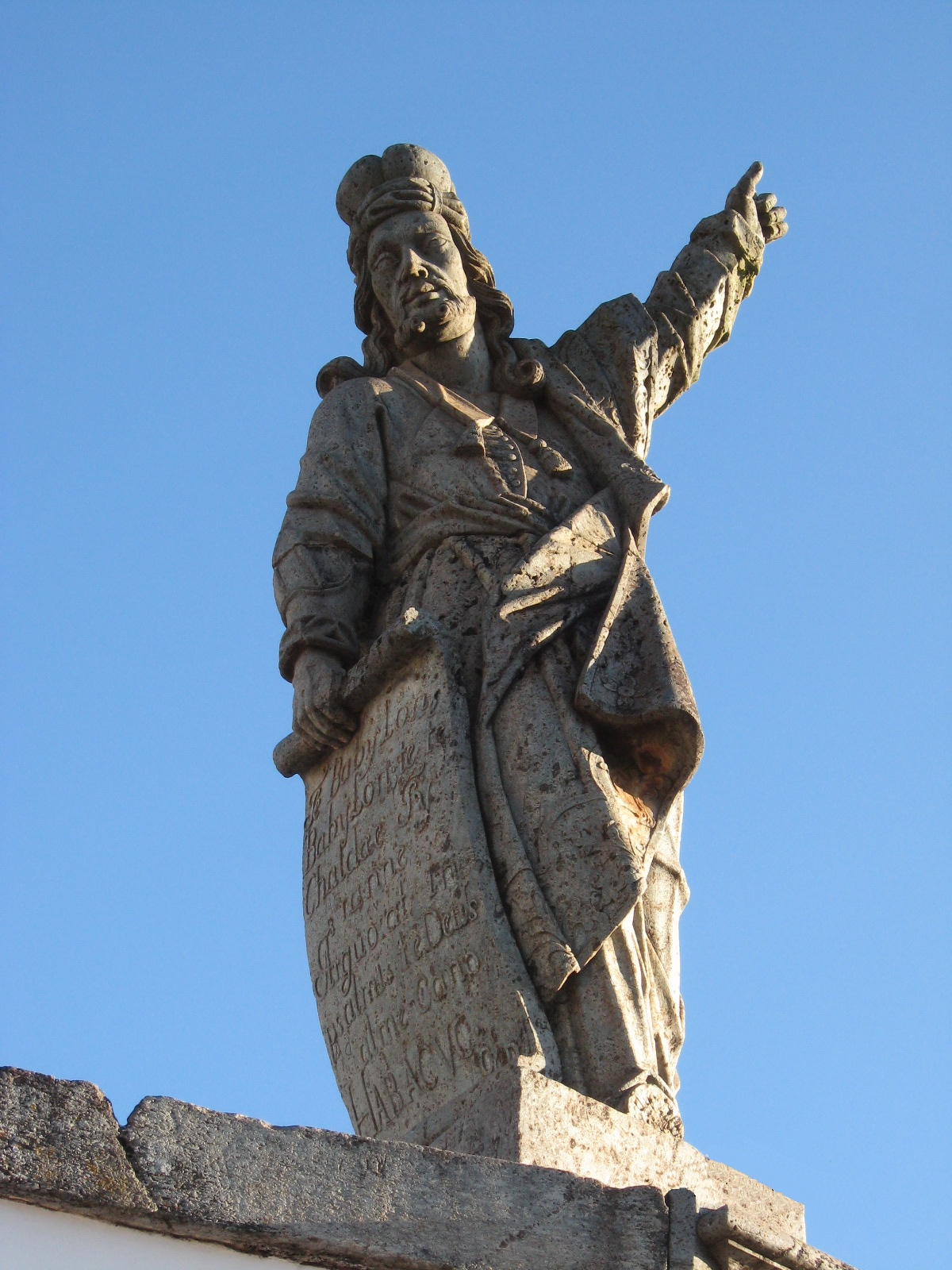
Profeta Habacuc, por Aleijadinho, Congoñas, Minas Gerais, 1800-5.

Habacuc (Abrazar en hebreo) fue un profeta y escritor hebreo, que vivió probablemente entre los siglos VII y VI a. C. Es considerado el octavo de los 12 profetas menores del Antiguo Testamento.
Toda la información que se posee sobre él se encuentra en el libro que se le atribuye, pese a que no se trata de información biográfica en el estricto sentido, incluyendo su calificativo de "profeta".
A Habacuc se le atribuye haber escrito alrededor del 612 a. C. el libro homónimo de la Biblia. El libro en cuestión se refiere al surgimiento de los Caldeos como potencia internacional, lo cual se relaciona con la caída de Nínive y el fin del poder de Asiria. Esta referencia significaría también que el libro se escribió antes del 605 a. C. pues no se da noticia la primera invasión los babilonios a Judea.
Es venerado por judíos, cristianos católicos y ortodoxos (quienes lo consideran santo y lo incluyen en sus santorales), y musulmanes. Se le conmemora los días 15 de enero y 2 de diciembre.

## Menciones bíblicas

### Libro de Habacuc
La primera parte del libro de Habacuc (1:1 a 2:4) expone en un diálogo con Yahvéh, el drama de los poderes humanos, políticos y económicos, ansiosos por conquistar pueblos, territorios y riquezas y como consecuencia las víctimas tiranizadas, saqueadas y masacradas. El profeta  asume la vocería de las víctimas y clama por la redención. Expresa la certeza de la intervención de Yahvéh en favor de los débiles y ratifica que la visión profética se cumplirá en una fecha concreta y si se tarda hay que esperarla, porque vendrá ciertamente y el justo por su fe vivirá (Habacuc 2:3-4).
La segunda parte (2.5 a 2:20) es una colección de condenas a los explotadores, opresores e idólatras. El rechazo a la ganancia injusta y a la avaricia se expresa en estilo literario que prepara la tercera parte (capítulo 3), un cántico de gran belleza a la salvación de Yahvéh, cuya elevada calidad literaria ha hecho pensar a varios críticos que se trata de la obra de un autor diferente al de las dos primeras partes.

### Libro de Daniel
El Libro de Daniel (14,32-38) habla de que, cuando, en tierras judías, Habacuc se disponía a llevar la comida kosher que había preparado a los campesinos judíos, un ángel lo tomó por los pelos, lo llevó a Babilonia y lo introdujo en la fosa de los leones donde estaba encarcelado el profeta Daniel, para que éste se alimentara con aquella; después, fue devuelto por el ángel a "su sitio". Recordemos que Daniel pertenecía a una familia judía noble, pero servía como funcionario en la corte dominadora babilónica, tras la destrucción del Primer Templo de Jerusalén. 
Aunque en el versículo 6 del capítulo 1 se ve que profetizó antes del cautiverio. Otros como San Jerónimo consideran que pudo ser el mismo pero de edad más avanzada. Este pasaje está bellamente representado por Gian Lorenzo Bernini en una magnífica escultura que se conserva en la Capilla Chigi de la Basílica de Santa María del Popolo, en Roma, y que guarda un gran parecido formal con el Éxtasis de Santa Teresa, escultura también debida a su privilegiada mano y que se halla en la Capilla Cornaro de la Iglesia de Santa María de la Victoria, igualmente en Roma. Estas esculturas forman parte de la misma concepción plástica que, por ejemplo, la pintura del ángel guiando la escritura de San Mateo, de Caravaggio, que se conserva en la Capilla Contarelli de la Iglesia de San Luis de los Franceses (Roma). Sin estos dos grandes artistas de la Contrarreforma, Roma no sería tan eterna como es. 
También está reproducido dicho pasaje en fresco de 1657de Agostino Scilla (1629-1700), , en la Cappella del Sacramento del Duomo de Siracusa.

## Culto

### Cristianismo
En la Iglesia cristiana ortodoxa se le venera como santo el 2 de diciembre; mientras que en la Iglesia Católica se le conmemora de varias manerasː durante las cuatro o cinco semanas del mes de noviembre es leído durante la liturgia católica junto con los otros 12 profetas menores; de hecho es leído las dos últimas semanas del año litúrgico católico, que termina el último domingo previo al Adviento, y su fiesta individual se celebra el 15 de enero, siendo también honrado ese día por la Iglesia ortodoxa griega. En 2011 fue incluido en el santoral armenio, y su fiesta se celebró con los otros profetas menores el 8 de febrero.

## Habacuc en el imaginario colectivo

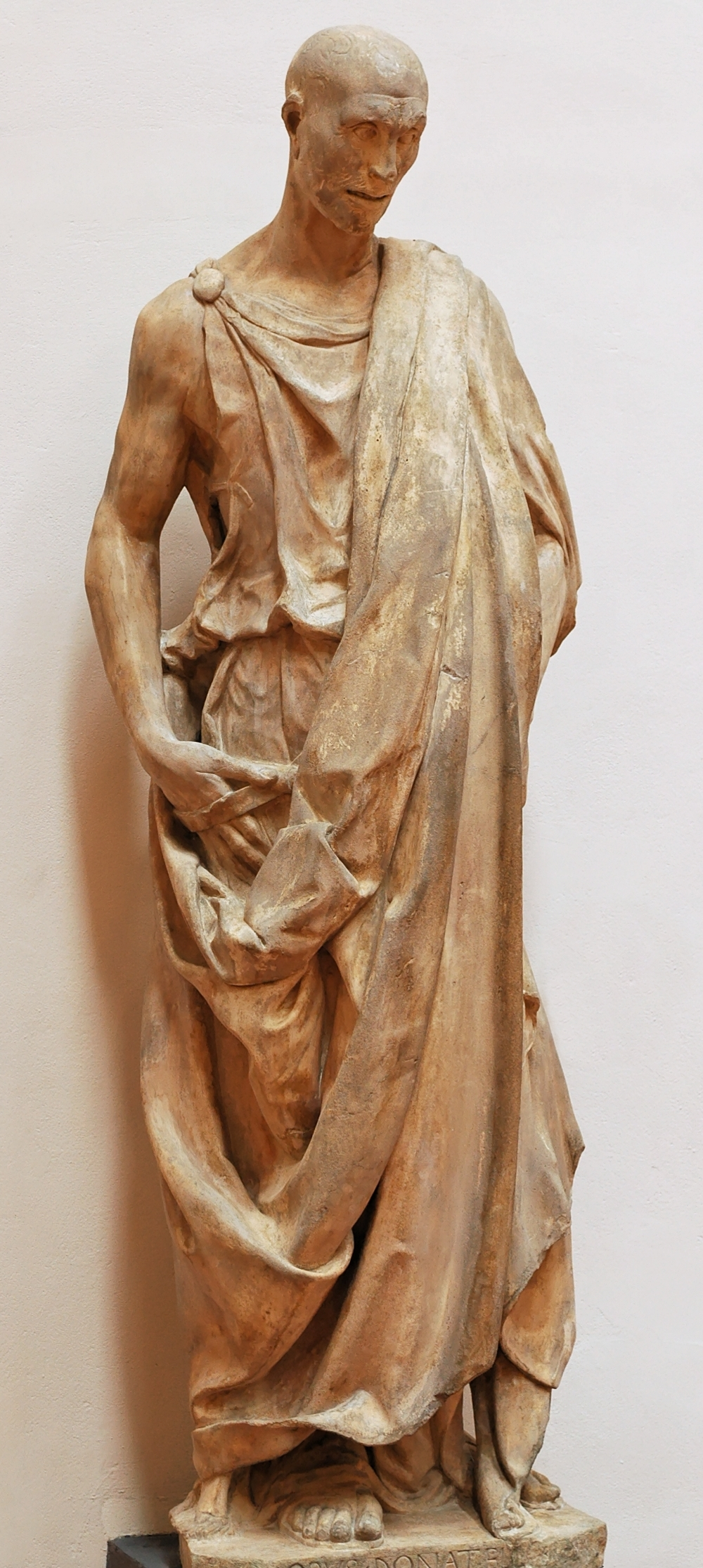
Escultura de Habacuc, realizada por Donatello
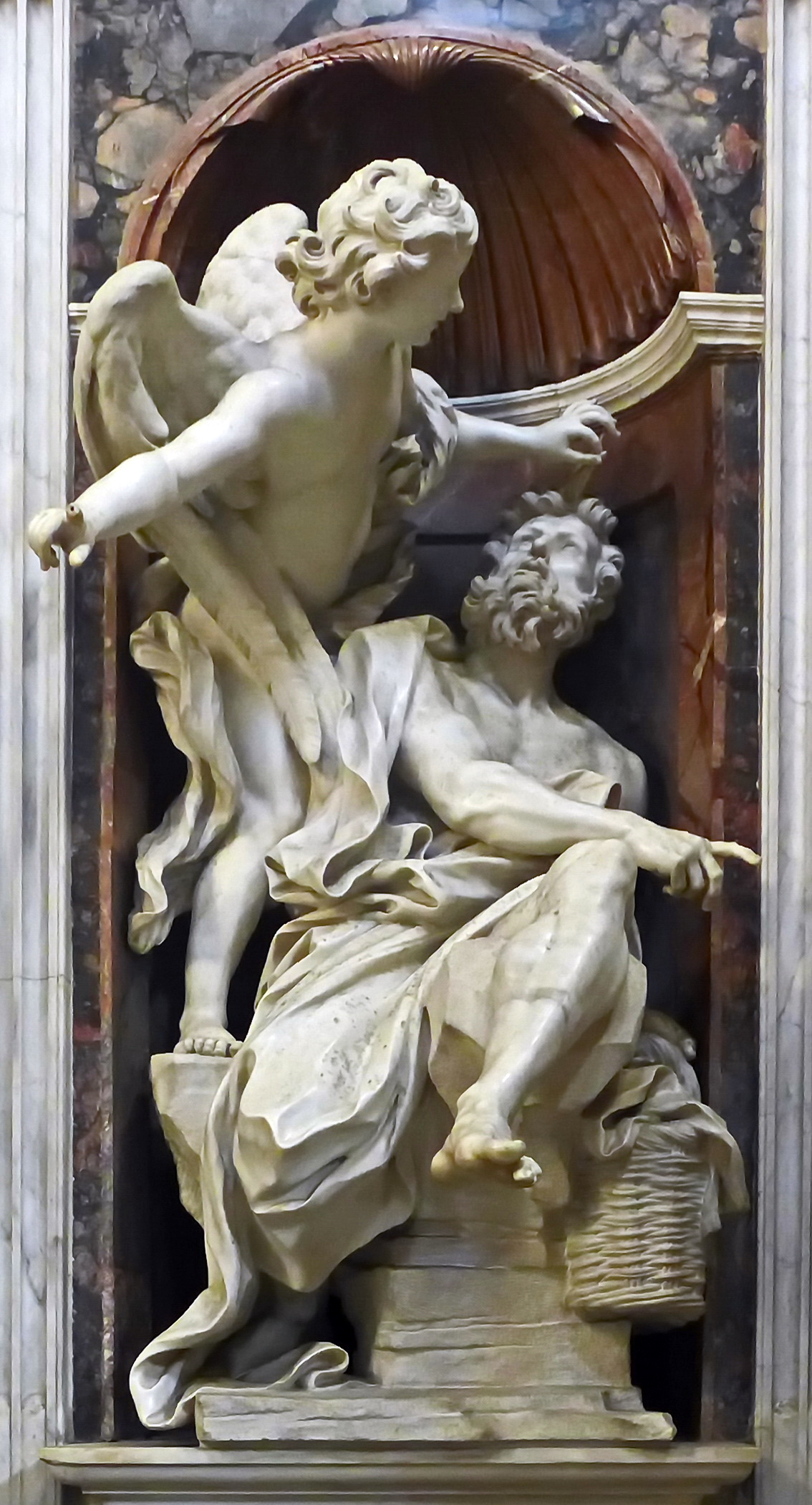
Cappella Chigi, Habacuc y el ángel, Basílica de Santa María del Popolo de Bernini
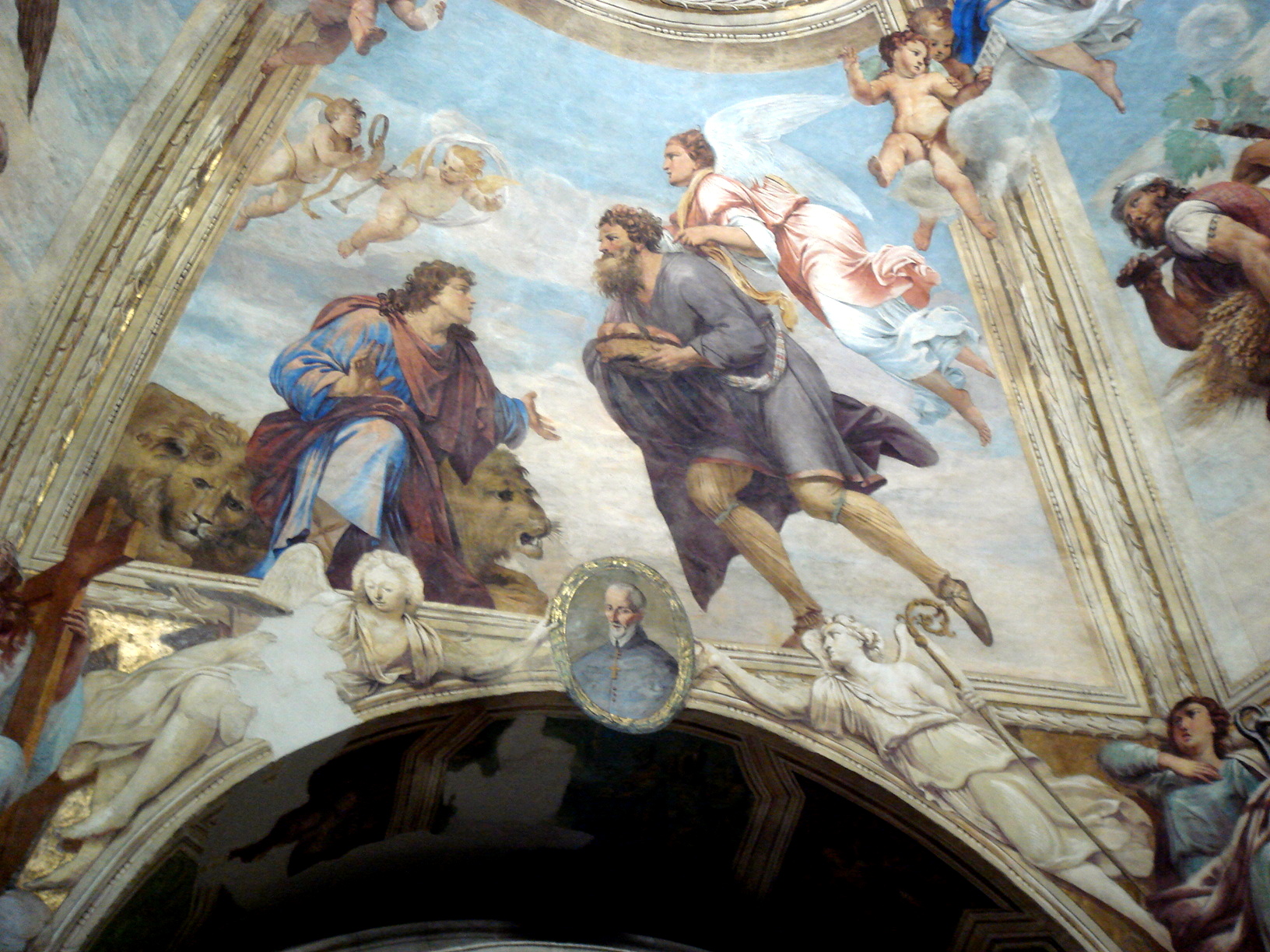
Abacuc llevando panes a Daniel en el foso de los leones, Duomo, Siracusa